# Distretto di Mae Taeng
Mae Taeng (in thai แม่แตง) è un distretto (Amphoe) situato nella Provincia di Chiang Mai, in Thailandia.

## Storia
La circoscrizione fu creata nel 1892 con il nome Khwaeng Mueang Kuet (เมืองกื้ด) e venne rinominata nel 1894 Khwaeng Mueang Kaen (เมืองแกน). Nel 1907 fu promossa a distretto (Amphoe) con il nome San Mana Phon (สันมหาพน). Nel 1939 prese il nome Mae Taeng.

## Geografia
I distretti confinanti sono il Chiang Dao, Phrao, Doi Saket, San Sai, Mae Rim, Samoeng e Pai. 
Il fiume Taeng, che dà il nome al distretto e ha la sorgente nella catena Daen Lao, versa le sue acque nel fiume Ping, uno dei maggiori affluenti del fiume Chao Praya, nel distretto di Mae Taeng.

## Amministrazione
Il distretto Mae Chaem è diviso in 13 sotto-distretti (Tambon), che sono a loro volta divisi in 120 villaggi (Muban).
| n° | Nome                    | Villaggi | Abitanti |
| -- | ----------------------- | -------- | -------- |
| 1  | San Maha Phon (สันมหาพน) | 10       | 6.590    |
| 2  | Mae Taeng (แม่แตง)       | 8        | 4.398    |
| 3  | Khilek (ขี้เหล็ก)          | 11       | 9.334    |
| 4  | Cho Lae (ช่อแล)          | 6        | 4.467    |
| 5  | Mae Ho Phra (แม่หอพระ)   | 9        | 5.383    |
| 6  | Sop Poeng (สบเปิง)       | 13       | 7.753    |
| 7  | Ban Pao (บ้านเป้า)        | 7        | 3.657    |
| 8  | San Pa Yang (สันป่ายาง)   | 6        | 3.748    |
| 9  | Pa Pae (ป่าแป๋)           | 13       | 6.175    |
| 10 | Mueang Kai (เมืองก๋าย)    | 5        | 1.637    |
| 11 | Ban Chang (บ้านช้าง)      | 5        | 3.883    |
| 12 | Kuet Chang (กื้ดช้าง)      | 8        | 5.152    |
| 13 | Inthakhin (อินทขิล)       | 19       | 12.867   |